# Colonia Buenos Aires, Hidalgo
Colonia Buenos Aires är en ort i Mexiko.   Den ligger i kommunen Tulancingo de Bravo och delstaten Hidalgo, i den sydöstra delen av landet, 110 km nordost om huvudstaden Mexico City. Colonia Buenos Aires ligger 2 139 meter över havet och antalet invånare är 198.
Terrängen runt Colonia Buenos Aires är kuperad åt sydväst, men åt nordost är den platt. Runt Colonia Buenos Aires är det tätbefolkat, med 476 invånare per kvadratkilometer. Närmaste större samhälle är Tulancingo, 5,0 km sydost om Colonia Buenos Aires. Omgivningarna runt Colonia Buenos Aires är en mosaik av jordbruksmark och naturlig växtlighet.